# Asher Hinds
Asher Crosby Hinds, född 6 februari 1863 i Benton, Maine, död 1 maj 1919 i Washington, D.C., var en amerikansk politiker (republikan). Han var ledamot av USA:s representanthus 1911–1917.
Hinds efterträdde 1911 Amos L. Allen som kongressledamot och efterträddes 1917 av Louis B. Goodall.
Hinds avled 1919 i Washington, D.C. och gravsattes på Evergreen Cemetery i Portland i Maine.